# Геде, Ханс-Юрген
Ханс-Юрген Геде (нем. Hans-Jürgen Gede; род. 14 ноября 1956; Гельзенкирхен, ФРГ) — немецкий футболист и футбольный тренер.

## Карьера

### В качестве футболиста
Ханс-Юрген Геде начал свою профессиональную карьеру в 1975 году в амплуе полузащитника, в клубе родного города — «Шальке-04». В составе «Шальке», он играл до 1977 года и за это время играл в тридцати трех матчах и забил два гола. Позднее он перешёл в клуб «Пройссен» и сразу занял своё место в основном составе и за два сезона играл в семидесяти одном матче и забил десять голов.
В конце 1979 года на него обратил внимание «Фортуна» из Кельна и он подписал контракт с клубом. В составе «Фортуны» он стал настоящим лидером команды и позднее стал капитаном команды. В составе «Фортуны» Ханс-Юрген провел почти двенадцать лет и за это время играл в 343 матчах и забил 48 голов. Позднее в 1991 году он завершил свою карьеру в качестве футболиста.

### В качестве тренера
Ханс-Юрген Геде после завершения игровой карьеры, в 1991 году стал главным тренером Дюссельдорфской «Фортуны» и работал там два сезона. В 1993 году его пригласили в Иран, стать помощником Али Парвину и Ханс-Юрген стал членом тренерского штаба тегеранского «Персеполиса». В 1994 году после отставки Али Парвина, его назначили главным тренером «Персеполиса» и он во главе клуба закончил сезон 1994 года.
В начале того же года его назначили главным тренером молодёжной сборной Ирана. В молодёжной сборной, Ханс-Юрген Геде работал до конца 1995 года и подал в отставку.
В середине 1996 года вернулся в Германию и подписал контракт с клубом «КСВ Хессен», но в середине следующего сезона его уволили с поста главного тренера «КСВ Хессена». После увольнения не работал до 1998 года и только в 1999 году его пригласили возглавить ещё один немецкий клуб «Липпштадт-08» и в этом клубе работал до середины 2001 года.
В середине того же года подписал контракт с клубом «Рот-Вайсс» из Оберхаузен в качестве помощника главного тренера. В тренерском штабе «Рот-Вайсса» работал до начала 2003 года и ушёл из команды.
В начале 2003 года был приглашён в сборную Узбекистана помощником главного тренера, в 2004 году стал главным тренером сборной. Перед ним была поставлена задача вывести сборную в Чемпионат мира 2006 года. После неудачных матчей был уволен.
В 2005—2010 годах, Геде работал в разных клубах разных стран, таких как: «Шахид Ганди» (Иран), «Аль-Ахли» (Бахрейн), «Куала-Лумпур» (Малайзия), «Нефтчи» Баку (Азербайджан), «Октта Юнайтед» (Мьянма) и «Ат-Тахадди» (Ливия).
В начале 2011 года был приглашён в иранский «Эстегляль» помощником главного тренера, где работал до середины 2011 года и стал работать помощником тренера в другом иранском клубе «Зоб Ахан».
В начале 2013 года покинул «Зоб Ахан» и стал помощником тренера в клубе «Алюминиум», позднее стал главным тренером. В начале 2014 года был уволен.
С февраля по май 2016 года работал с клубом Вестфаленлиги (6-й дивизион) «Хедефспор» (Хаттинген). С июня того же года по 2017 год работал в сборной Вьетнама.

## Достижения

### В качестве футболиста

#### В составе «Шальке-04»
- Вице-чемпион Немецкой Бундеслиги: 1976/1977

#### В составе «Фортуна Кёльн»
- Финалист Кубка Германии: 1983

### В качестве тренера

#### Во главе «Персеполиса»
- Вице-чемпион Лиги Азадеган: 1993/1994
- Обладатель Суперкубка Тегерана

#### Во главе «Эстегляла»
- Обладатель Кубка Хафзи: 2010/2011